# Silnice II/491
Silnice II/491 je silnice II. třídy, která vede z Lípy přes Slušovice, Hrobice, a Velíkovou po křižovatku s II/489 do Lukova. Je dlouhá 11,296 km. Spadá celá do okresu Zlín ve Zlínském kraji. V úseku Lípa – Slušovice je tato silnice čtyřproudá, která se také označuje jako „slušovická dálnice“. Původně byla silnice čtyřproudá až do Březové, nicméně polovina profilu průtahu Slušovicemi byla přeměněna na parkovací stání a zbytek úseku byl zatarasen.

## Vedení silnice

### Zlínský kraj, okres Zlín
- Lípa (křiž. I/49, III/0495)
- Veselá (křiž. III/4918)
- Slušovice (křiž. III/4915, III/4893)

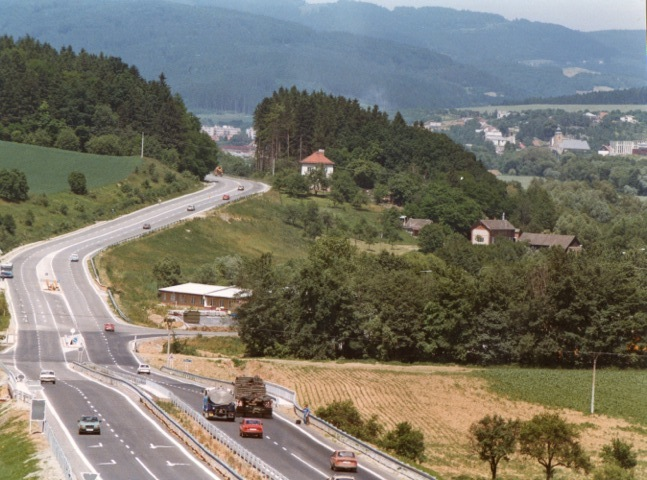
Slušovická dálnice

- Březová (křiž. III/4914)
- Hrobice (křiž. III/4913)
- Velíková (křiž. III/4912)
- křižovatka s II/489